# Chrono Kristin Armstrong (course masculine)
 (juillet 2018).
Si vous disposez d'ouvrages ou d'articles de référence ou si vous connaissez des sites web de qualité traitant du thème abordé ici, merci de compléter l'article en donnant les références utiles à sa vérifiabilité et en les liant à la section « Notes et références ».
Le Chrono Kristin Armstrong est une course cycliste sur route contre-la-montre disputée aux États-Unis. Elle est nommée en l'honneur de Kristin Armstrong. À sa création en 2018, elle fait partie de l'UCI America Tour en catégorie 1.2.
Il existe également une épreuve féminine du même nom.

## Palmarès
| Année | Vainqueur        | Deuxième         | Troisième        |                  |
| ----- | ---------------- | ---------------- | ---------------- | ---------------- |
| 2018  | Serghei Țvetcov  | Brandon McNulty  | Jordan Cheyne    |                  |
| 2019  | Serghei Țvetcov  | Brandon McNulty  | George Simpson   |                  |
| 2020  | annulé/abandonné | annulé/abandonné | annulé/abandonné | annulé/abandonné |
| 2021  |                  |                  |                  |                  |